# Список птахів Саби
Це перелік видів птахів, зафіксованих на території Саби. Авіфауна Саби налічує загалом 116 видів, з яких 5 були інтродуковані людьми.

## Позначки
Наступні теги використані для виділення деяких категорій птахів.
- (А) Випадковий — вид, який рідко або випадково трапляється на Сабі
- (I) Інтродукований — вид, інтродукований на Сабі

## Гусеподібні(Anseriformes)
Родина: Качкові (Anatidae)
- Каролінка, Aix sponsa (A)
- Чирянка блакитнокрила, Spatula discors (A)
- Свищ американський, Mareca americana (A)

## Куроподібні(Galliformes)
Родина: Фазанові (Phasianidae)
- Курка банківська, Gallus gallus (I)

## Пірникозоподібні(Podicipediformes)
Родина: Пірникозові (Podicipedidae)
- Пірникоза домініканська, Tachybaptus dominicus (A)

## Голубоподібні(Columbiformes)
Родина: Голубові (Columbidae)
- Голуб сизий, Columba livia (I)
- Голуб пурпуровошиїй, Patagioenas squamosa
- Голуб карибський, Patagioenas leucocephala (A)
- Горлиця садова, Streptopelia decaocto (I)
- Талпакоті строкатоголовий, Columbina passerina
- Голубок білощокий, Geotrygon mystacea
- Zenaida asiatica
- Zenaida aurita
- Зенаїда північна, Zenaida macroura (A)

## Зозулеподібні(Cuculiformes)
Родина: Зозулеві (Cuculidae)
- Ані товстодзьобий, Crotophaga ani (A)
- Кукліло північний, Coccyzus americanus (A)
- Кукліло мангровий, Coccyzus minor (A)

## Дрімлюгоподібні(Caprimulgiformes)
Родина: Дрімлюгові (Caprimulgidae)
- Дрімлюга каролінський, Antrostomus carolinensis (A)

## Серпокрильцеподібні(Apodiformes)
Родина: Серпокрильцеві (Apodidae)
- Свіфт західний, Cypseloides niger (A)
- Свіфт болівійський, Streptoprocne zonaris (A)
- Голкохвіст східний, Chaetura pelagica (A)

Родина: Колібрієві (Trochilidae)
- Колібрі аметистовогорлий, Eulampis jugularis
- Колібрі карибський, Eulampis holosericeus
- Колібрі чубатий, Orthorhyncus cristatus

## Журавлеподібні(Gruiformes)
Родина: Пастушкові (Rallidae)
- Курочка латиноамериканська, Gallinula galeata (A)
- Porphyrio martinicus (A)

## Сивкоподібні(Charadriiformes)
Родина: Чоботарові (Recurvirostridae)
- Himantopus mexicanus (A)

Родина: Куликосорокові (Haematopodidae)
- Кулик-сорока американський, Haematopus palliatus (A)

Родина: Сивкові (Charadriidae)
- Сивка морська, Pluvialis squatarola (A)
- Пісочник канадський, Charadrius semipalmatus

Родина: Баранцеві (Scolopacidae)
- Крем'яшник звичайний, Arenaria interpres (A)
- Побережник-крихітка, Calidris minutilla (A)
- Неголь короткодзьобий, Limnodromus griseus (A)
- Gallinago delicata (A)
- Набережник плямистий, Actitis macularius (A)
- Коловодник малий, Tringa solitaria (A)
- Коловодник жовтоногий, Tringa flavipes (A)
- Коловодник строкатий, Tringa melanoleuca

Родина: Поморникові (Stercorariidae)
- Поморник середній, Stercorarius pomarinus

Родина: Мартинові (Laridae)
- Leucophaeus atricilla
- Мартин делаверський, Larus delawarensis (A)
- Мартин американський, Larus smithsonianus (A)
- Крячок бурий, Anous stolidus
- Крячок атоловий, Anous minutus
- Крячок строкатий, Onychoprion fuscatus (A)
- Крячок бурокрилий, Onychoprion anaethetus (A)
- Крячок карибський, Sternula antillarum
- Крячок рожевий, Sterna dougallii
- Крячок річковий, Sterna hirundo
- Крячок королівський, Chlidonias maxima (A)
- Крячок рябодзьобий, Thalasseus sandvicensis (A)

## Фаетоноподібні(Phaethontiformes)
Родина: Фаетонові (Phaethontidae)
- Фаетон білохвостий, Phaethon lepturus
- Фаетон червонодзьобий, Phaethon aethereus

## Буревісникоподібні(Procellariiformes)
Родина: Океанникові (Oceanitidae)
- Океанник Вільсона, Oceanites oceanicus (A)

Родина: Качуркові (Hydrobatidae)
- Качурка північна, Hydrobates leucorhous (A)

Родина: Буревісникові (Procellariidae)
- Буревісник великий, Ardenna gravis (A)
- Буревісник екваторіальний, Puffinus lherminieri

## Сулоподібні(Suliformes)
Родина: Фрегатові (Fregatidae)
- Фрегат карибський, Fregata magnificens

Родина: Сулові (Sulidae)
- Сула жовтодзьоба, Sula dactylatra (A)
- Сула білочерева, Sula leucogaster
- Сула червононога, Sula sula (A)

## Пеліканоподібні(Pelecaniformes)
Родина: Пеліканові (Pelecanidae)
- Пелікан бурий, Pelecanus occidentalis (A)

Родина: Чаплеві (Ardeidae)
- Чапля північна, Ardea herodias (A)
- Чепура велика, Ardea alba (A)
- Чепура американська, Egretta thula (A)
- Чепура блакитна, Egretta caerulea (A)
- Чепура рудошия, Egretta rufescens
- Чапля єгипетська, Bubulcus ibis
- Чапля зелена, Butorides virescens
- Квак чорногорлий, Nyctanassa violacea (A)

## Яструбоподібні(Accipitriformes)
Родина: Скопові (Pandionidae)
- Скопа, Pandion haliaetus (A)

Родина: Яструбові (Accipitridae)
- Elanoides forficatus (A)
- Канюк неоарктичний, Buteo jamaicensis

## Сиворакшоподібні(Coraciiformes)
Родина: Рибалочкові (Alcedinidae)
- Рибалочка-чубань північний, Megaceryle alcyon (A)

## Соколоподібні(Falconiformes)
Родина: Соколові (Falconidae)
- Боривітер американський, Falco sparverius
- Підсоколик малий, Falco columbarius
- Сапсан, Falco peregrinus

## Папугоподібні(Psittaciformes)
Родина: Папугові (Psittacidae)
- Аратинга рудоволий, Eupsittula pertinax (I)

## Горобцеподібні(Passeriformes)
Родина: Тиранові (Tyrannidae)
- Еленія карибська, Elaenia martinica
- Тиран сірий, Tyrannus dominicensis

Родина: Віреонові (Vireonidae)
- Віреон жовтогорлий, Vireo flavifrons (A)
- Віреон червоноокий, Vireo olivaceus (A)
- Віреон чорновусий, Vireo altiloquus (A)

Родина: Ластівкові (Hirundinidae)
- Щурик антильський, Progne dominicensis
- Ластівка сільська, Hirundo rustica
- Ясківка білолоба, Petrochelidon pyrrhonota (A)

Родина: Пересмішникові (Mimidae)
- Пересмішник антильський, Allenia fusca
- Пересмішник жовтодзьобий, Margarops fuscatus
- Дигач рудий, Cinclocerthia ruficauda

Родина: Горобцеві (Passeridae)
- Горобець хатній, Passer domesticus (I)

Родина: В'юркові (Fringillidae)
- Гутурама синьоголова, Chlorophonia musica (Ex)

Родина: Трупіалові (Icteridae)
- Гоглу, Dolichonyx oryzivorus (A)
- Трупіал балтиморський, Icterus galbula (A)
- Вашер синій, Molothrus bonariensis (A)
- Гракл карибський, Quiscalus lugubris (A)

Родина: Піснярові (Parulidae)
- Смугастоволець оливковий, Seiurus aurocapilla (A)
- Смугастоволець білобровий, Parkesia motacilla (A)
- Смугастоволець річковий, Parkesia noveboracensis (A)
- Пісняр строкатий, Mniotilta varia (A)
- Пісняр жовтий, Protonotaria citrea
- Болотянка чорногорла, Setophaga citrina (A)
- Пісняр горихвістковий, Setophaga ruticilla
- Пісняр-лісовик рудощокий, Setophaga tigrina (A)
- Пісняр північний, Setophaga americana (A)
- Пісняр-лісовик золотистий, Setophaga petechia (A)
- Пісняр-лісовик білощокий, Setophaga striata
- Пісняр-лісовик рудоголовий, Setophaga palmarum (A)
- Пісняр-лісовик прерієвий, Setophaga discolor (A)
- Пісняр-лісовик чорногорлий, Setophaga virens (A)
- Болотянка строкатовола, Cardellina canadensis (A)

Родина: Кардиналові (Cardinalidae)
- Піранга пломениста, Piranga rubra (A)
- Піранга кармінова, Piranga olivacea (A)
- Кардинал-довбоніс червоноволий, Pheucticus ludovicianus (A)
- Скригнатка синя, Passerina caerulea (A)
- Скригнатка індигова, Passerina cyanea  (A)

Родина: Саякові (Thraupidae)
- Цереба, Coereba flaveola
- Вівсянка-снігурець мала, Loxigilla noctis
- Потрост чорноволий, Melanospiza bicolor